# 双極座標系

双極座標系

双極座標系（そうきょくざひょうけい、英語: Bipolar coordinates）はアポロニウスの円束を基底とした直交座標系である。紛らわしいことに、双極座標という言葉は二中心双極座標に対しても使用される。また、双角座標系という座標系もある。
「双極」という言葉は2つの特異点（焦点）を持つ他の曲線（楕円曲線、双曲線、カッシーニの卵形線等）を指して使われることもある。しかしながら、「双極座標」という言葉はこの項で述べるような座標系のことを指し、楕円座標系のような他の曲線に関連した座標系には使われない。

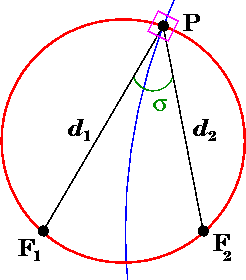
双極座標系の幾何学的解釈。角度σは2つの焦点と点Pによって形成されているが、 τ は焦点への距離の割合の対数である。定数 σ と τ に対応する円は赤と青で示され、直角に交わる（図の赤紫色の四角で示されている部分）。すなわち、赤と青の円は直交している。

## 定義
双極座標系は2つの焦点 F1 と F2 を基底とする。右に掲載されている図で言えば、点 P の σ 座標は角 F1 P F2に等しく、 τ 座標は距離d1 とd2の比の自然対数に等しい。
{\displaystyle \tau =\ln {\frac {d_{1}}{d_{2}}}}
もし、直交座標系において、焦点が (−a, 0) と (a, 0) に取られれば、点 P の座標は
{\displaystyle x=a\ {\frac {\sinh \tau }{\cosh \tau -\cos \sigma }},\qquad y=a\ {\frac {\sin \sigma }{\cosh \tau -\cos \sigma }}}
座標 τ は{\displaystyle -\infty }（F1に近い点に対する値）から{\displaystyle \infty }（F2に近い点に対する値）まで変化する。座標 σ はmod 2πと定義され、点 P が下半平面に位置する場合は鋭角F1 P F2 の負とすることにより、-π から π の範囲に取るのが最適である。

## 座標系が直交であることの証明
x と y の等式を組み合わせることで以下を得る。
{\displaystyle x+iy=ai\cot \left({\frac {\sigma +i\tau }{2}}\right)}
この等式は σ と τ が（対数分岐点が焦点にある）x+iy についての解析関数の実部と虚部であることを示している。これにより、（等角写像の一般的理論も踏まえると） σ と τの曲線が直交することが証明される。すなわち、座標系が直交であることも同時に証明される。

## 定数σとτの曲線
定数 σ の曲線は非同心円に対応している。
{\displaystyle x^{2}+\left(y-a\cot \sigma \right)^{2}={\frac {a^{2}}{\sin ^{2}\sigma }}}
これは2つの焦点に交わる。 定数 σ の円の中心は y軸上に存在する。正の σ の円は x 軸上部に中心があるが、負の σ の円の中心は x 軸下部に存在する。 |σ| が大きくなると、円の半径は小さくなり、円の中心は原点 (0, 0) に近づく。|σ| = π のときに原点に達する。
定数 {\displaystyle \tau } の曲線は異なる半径の交差しない円となる。
{\displaystyle y^{2}+\left(x-a\coth \tau \right)^{2}={\frac {a^{2}}{\sinh ^{2}\tau }}}
これは焦点を囲むが、同心ではない。定数 τ の円の中心は x 軸上に存在する。正の τ の円は平面の右側 (x > 0) に存在するが、負の τ の円は平面の左側 (x < 0) に存在する。τ = 0 の曲線は y 軸 (x = 0) に等しい。τ が大きくなると、円の半径は小さくなり、円の中心が焦点に近づく。

## 相反関係
直交座標から双極座標への推移は次の公式によってなされる。
{\displaystyle \tau ={\frac {1}{2}}\ln {\frac {(x+a)^{2}+y^{2}}{(x-a)^{2}+y^{2}}}}
と
{\displaystyle \pi -\sigma =2\arctan {\frac {2ay}{a^{2}-x^{2}-y^{2}+{\sqrt {(a^{2}-x^{2}-y^{2})^{2}+4a^{2}y^{2}}}}}}
である。
この座標系は次のような恒等式も持っている。
{\displaystyle \tanh \tau ={\frac {2ax}{x^{2}+y^{2}+a^{2}}}}
と
{\displaystyle \tan \sigma ={\frac {2ay}{x^{2}+y^{2}-a^{2}}}}
である。

## スケール因子
双極座標系におけるスケール因子を得るために、{\displaystyle x+iy} の微分を取る。すると次の式を得る。
{\displaystyle dx+i\,dy={\frac {-ia}{\sin ^{2}{\bigl (}{\tfrac {1}{2}}(\sigma +i\tau ){\bigr )}}}(d\sigma +i\,d\tau ).}
共役複素数を両辺に掛けることで次の式を得る。
{\displaystyle (dx)^{2}+(dy)^{2}={\frac {a^{2}}{{\bigl [}2\sin {\tfrac {1}{2}}{\bigl (}\sigma +i\tau {\bigr )}\sin {\tfrac {1}{2}}{\bigl (}\sigma -i\tau {\bigr )}{\bigr ]}^{2}}}{\bigl (}(d\sigma )^{2}+(d\tau )^{2}{\bigr )}.}
サインとコサインに関して、三角関数の公式を適用することで次の式を得る。
{\displaystyle 2\sin {\tfrac {1}{2}}{\bigl (}\sigma +i\tau {\bigr )}\sin {\tfrac {1}{2}}{\bigl (}\sigma -i\tau {\bigr )}=\cos \sigma -\cosh \tau ,}
ここから以下の式が従う。
{\displaystyle (dx)^{2}+(dy)^{2}={\frac {a^{2}}{(\cosh \tau -\cos \sigma )^{2}}}{\bigl (}(d\sigma )^{2}+(d\tau )^{2}{\bigr )}.}
そのため σ と τ のスケール因子は等しく、以下によって与えられる。
{\displaystyle h_{\sigma }=h_{\tau }={\frac {a}{\cosh \tau -\cos \sigma }}.}
直交座標に関する一般公式からさまざまな結果が従う。
よって、ひとつの無限小の面積は以下に等しい。
{\displaystyle dA={\frac {a^{2}}{\left(\cosh \tau -\cos \sigma \right)^{2}}}\,d\sigma \,d\tau }
このとき、ラプラシアンは以下で与えられる。
{\displaystyle \nabla ^{2}\Phi ={\frac {1}{a^{2}}}\left(\cosh \tau -\cos \sigma \right)^{2}\left({\frac {\partial ^{2}\Phi }{\partial \sigma ^{2}}}+{\frac {\partial ^{2}\Phi }{\partial \tau ^{2}}}\right).}
{\displaystyle \nabla f}, {\displaystyle \nabla \cdot \mathbf {F} }, {\displaystyle \nabla \times \mathbf {F} }の式はスケール因子を直交座標系の一般公式に代入することでも得ることができる。

## 応用
双極座標系の古典的な応用のひとつがラプラス方程式やヘルムホルツ方程式等の偏微分方程式の解を求めることである。これは双極座標系が変数分離を許容するためである。例のひとつが、2つの平行する、互いに異なる直径の円筒形の導体を囲む電場である。
ポーラープロッターは対象となる図の経路を描くのに、双極座標系を用いている。

## 3次元への拡張
双極座標系は一部の3次元直交座標の基底を成す。
- 双円筒座標系（英語版）は双極座標系を z 軸方向に平行移動することで得られる。z 軸は平面に対して上下方向の軸である。

- 双球座標系は双極座標系を x 軸で回転させることで得られる。x 軸は焦点を結ぶ軸である。

- トロイダル座標系（英語版）は双極座標系を y 軸で回転させることで得られる。y 軸は焦点を分ける軸である。